# Torre de la Trinitat
La Torre de la Trinitat (rus: Троицкая башня, literalment Tróitskaia bàixnia) és una torre amb un passatge al centre del mur nord - oest del Kremlin de Moscou, que domina el Jardí Alexandre.
La Torre de la Trinitat va ser construïda entre 1495 i 1499 per l'arquitecte italià Aloisio da Milano (conegut a Rússia com Aleviz Fryazin Milanets). La torre ha rebut diversos noms, inclosos Rizopolozhenskaya, Znamenskaya i Karetnaya. Va rebre el seu nom actual el 1658 de la posada de la Trinitat (Троицкое подворье) al Kremlin. El soterrani de dos pisos de la torre va albergar una presó als segles XVI i XVII. Hi ha el Pont de la Trinitat, que està protegit per la Torre Kutafia i condueix a les portes de la Torre de la Trinitat. També hi va haver un rellotge a la part alta de la torre entre 1585 i 1812. En 1707, a causa de l'amenaça d'invasió sueca, les ranures per a armes de la Torre de la Trinitat es van ampliar per albergar canons pesats. El 1935, els soviètics van instal·lar una estrella vermella al capdamunt de la Torre de la Trinitat. Abans del domini soviètic, la torre tenia una icona de la Santíssima Trinitat a dalt de la cara exterior. Com que aquesta torre era l'entrada formal per als grans congressos del Partit Comunista, la icona va ser eliminada per complet en lloc de simplement arrebossat com els de les Torres Spasskaya i Nikolskaya.
La Torre de la Trinitat és la més alta del Kremlin de Moscou. La seva altura actual al costat del Jardí Alexander juntament amb l'estrella és 80 metres (260 ft). Avui dia, la porta de la torre és l'entrada principal de visitants al Kremlin.